# محمود تاج‌بخش
محمود تاجبخش (زادهٔ ۱۳۰۳ - درگذشتهٔ ۲۷ خرداد ۱۳۷۸) موسیقی‌دان و نوازنده ویلن و سه‌تار اهل ایران بود.

## زندگی هنری
محمود تاجبخش در سال ۱۳۰۳ متولد شد. از سن ۸ سالگی نزد عموی خود «کریم تاجبخش» که از شاگردان «درویش خان» بود فراگیری سه‌تار را آغاز کرد. در دوران دبیرستان با ساز ویلن آشنا شد و به هنرستان موسیقی ملی راه یافت. او آموزش متُد ویلنِ «علینقی وزیری» را نزد «اسماعیل زرین‌فر» که مدرس و معاون هنرستان موسیقی شبانه بود، پی گرفت. وی در مدت کوتاهی توانست غیر از آموختن متد وزیری، تعدادی از قطعات اسماعیل زرین فر و همچنین ردیف «علی رضا چنگی» را که نوازندگان کمانچه بود، بنوازد.
در سال ۱۳۲۳ توسط اسماعیل زرین فر به «روح‌الله خالقی» معرفی شد. نوازندگی ویلن او بسیار مورد توجه روح‌الله خالقی قرار گرفت و از همان زمان، هفته‌ای یک روز در رادیو به نوازندگی می‌پرداخت. وی از اوایل سال ۱۳۲۳ به کلاس «ابوالحسن صبا» نیز راه یافت. مدتی هم از آموزش‌های «مهدی برکشلی»، «لطف‌الله مفخم پایان»، «حسین یاحقی» و «حسین تهرانی» بهره برد. او همچنین نزد «موسی معروفی» ردیف‌های موسیقی ایرانی را آموخت.
در فروردین ۱۳۳۳ به عنوان ریاست بانک کشاورزی ملایر منصوب شد. در ملایر برای اولین بار با «احمد عبادی» آشنا شد. خود او در این باره می‌نویسد:
«افتخار آشنایی و میهمانداری استاد عبادی سبب شد مجدداً به ساز سه‌تار روی آورم و به‌طور جدی به تمرین و نوازندگی بپردازم.»— مردان موسیقی سنتی و نوین ایران (جلد اول)
شیوه نوازندگی تاج بخش را نزدیک‌ترین شیوه به نوازندگی احمد عبادی می‌دانند. «علی تجویدی» دربارهٔ نوازندگی او چنین گفته‌است:
«آقای تاج بخش خود صاحب سبکی ویژه در نوازندگی سه تار می‌باشد که عصاره آموخته‌های خویش از استادان به نام زمان و تلفیق آن باحال و هوای خود برداشت خود از موسیقی ایرانی می‌باشد.»
او با موسیقی‌دانانی همچون غلامحسین بنان، علینقی وزیری، حسین قوامی و احمد ابراهیمی در ارکسترهای مختلف همکاری داشته‌است. وی جدا از فعالیت‌های هنری، کارمند عالی‌رتبه بانک کشاورزی بود و سرپرستی و ریاست بانک کشاورزی در برخی شهرستان‌ها از جمله منطقه گرگان، رشت، استان‌های گیلان و اصفهان را بر عهده داشته‌است. او در سال ۱۳۵۴ از خدمات بانکی بازنشسته شد. وی دارای گواهینامه درجه یک هنری از شورای ارزشیابی هنرمندان کشور بود.

## فعالیت‌های هنری
از جمله فعالیت‌های هنری محمود تاجبخش به موارد زیر می‌توان اشاره نمود:
ویلن نوازی در ارکسترهایی نظیر: ارکستر انجمن موسیقی ملی، ارکستر شماره ۱ رادیو، ارکستر شماره ۴ (هنرهای زیبای سنتی)، ارکستر شماره ۱ هنرهای زیبا، تدریس سه‌تار در هنرستان موسیقی ملی و مرکز حفظ و اشاعه موسیقی ایران، تدریس ویلن در هنرستان موسیقی ملی و هنرستان آزاد موسیقی به مدیریت محمدعلی امیر جاهد، معاونت سازمان برنامه‌های موسیقی ایرانی در تالار رودکی، تأسیس یک کلاس موسیقی به نام «ترانه» در سال ۱۳۲۶ (استادان این کلاس ظاهراً این هنرمندان بوده‌اند: جواد بدیع‌زاده (آواز)، حسین تهرانی (تمبک)، حسینعلی وزیری‌تبار (قره نی)، حسین صبا (سنتور)، نصرالله زرین‌پنجه (تار) و…)، عضویت در شورای موسیقی صدا وسیما

## آثار هنری
از جمله آثار هنری محمود تاجبخش به موارد زیر می‌توان اشاره نمود:
- ساخت آثار موسیقی نظیر: پیش‌درآمد، رنگ و تصنیف
- تألیف متد تدریس سه تار در سه جلد
- تهیه یک ردیف کامل از موسیقی ایران به خط نت و به همراه شعر
- انتشار ردیف موسیقی ایران و بداهه نوازی در ۱۶ کاست به کوشش «عالم اسرافیلی» ۱۳۸۲

## درگذشت
محمود تاجبخش در تاریخ ۲۷ خرداد سال ۱۳۷۸ در سن ۷۵ سالگی درگذشت و در قطعه هنرمندان بهشت زهرای تهران به خاک سپرده شد.